# Hasna Ben Slimane
Hasna Ben Slimane (arabe : حسناء بن سليمان), née le 6 novembre 1973 à Tunis, est une magistrate et femme politique tunisienne.

## Biographie
Après avoir obtenu une maîtrise en droit de la faculté des sciences juridiques, politiques et sociales de Tunis, elle intègre l'École nationale d'administration, d'où elle sort diplômée en droit, économie et gestion administrative.
En 1999, elle devient magistrate au Tribunal administratif. Plus tard, elle est élue membre de l'Instance supérieure indépendante pour les élections.
Le 2 septembre 2020, elle est nommée ministre auprès du chef du gouvernement chargée de la Fonction publique dans le gouvernement de Hichem Mechichi. Elle est la première femme à occuper cette fonction. À partir du 15 février 2021, elle est également ministre de la Justice par intérim. Le 8 mars suivant, elle est nommée porte-parole du gouvernement.
Le 26 juillet 2021, elle est limogée par le président Kaïs Saïed.